# اللباة (بعدان)

تعديل مصدري - تعديل

اللباة محلة تابعة لقرية النمص، التابعة لعزلة العذارب بمديرية بعدان إحدى مديريات محافظة إب في الجمهورية اليمنية، بلغ تعداد سكانها 130 حسب تعداد اليمن لعام 2004.